# 厄尔·金
厄爾·金（1920年1月6日—1998年11月19日），韓裔美國作曲家。曾師事勛伯格、布洛赫和塞欣斯。后在普林斯頓大學及哈佛大學教書，學生眾多，包括馬克斯韋爾·戴維斯、約翰·亞當斯等。他創作內容廣泛，以聲樂作品和舞台音樂作品著稱，尤其是以著名作家貝克特的文字為歌詞的作品。儘管是韓裔，但由於從小生活在美國，厄爾·金的音樂風格並未體現明顯的朝鮮族傳統音樂影響。代表作包括《在途中練習曲》、鋼琴與樂隊的《對話》、小提琴協奏曲等。1998年在馬薩諸塞州劍橋逝世。